# 1960 no desporto

## Eventos

### Eventos Multidesportivos
- 18 de fevereiro a 28 de fevereiro - Jogos Olímpicos de Inverno de 1960, em Squaw Valley, nos Estados Unidos
- 28 de fevereiro a 6 de março - Universíada de Verão, em Villars, Suíça
- 25 de agosto a 11 de setembro - Abertura dos XVII Jogos Olímpicos em Roma, com a participação de 5.338 atletas de 83 países.

### Automobilismo
- 14 de agosto - Jack Brabham vence o GP de Portugal, e torna-se bicampeão Mundial de Fórmula 1 com duas provas de antecedência.[1]

### Boxe
- 19 de novembro - Éder Jofre é campeão mundial dos Pesos-Galo (AMB).[2]

### Futebol
- 18 de maio - O Real Madrid venceu o Eintracht Frankfurt por 7 a 3, no Hampden Park, Glasgow, Escócia, e torna-se pentacampeão da Liga dos Campeões da Europa.[3]
- 19 de junho - O Peñarol empata em 1 a 1 contra o Olimpia, em Assunção, e torna-se campeão da primeira edição da Libertadores da América. No jogo de ida, no Estádio Centenario, em Montevidéu, o Carbonero venceu-o por 1 a 0.[4]
- 4 de setembro - O Real Madrid vence o Peñarol por 5 a 1 no Estádio Santiago Bernabéu, em Madrid, e torna-se campeão intercontinental da primeira edição. No jogo de ida, no Estádio Centenario, em Montevidéu, o Real empatou-o em 0 a 0.[5][6]
- 2 de outubro - Inauguração do Estádio Cícero Pompeu de Toledo, o Morumbi, o maior estádio particular do Brasil, pertencente ao São Paulo
- 28 de dezembro - O Palmeiras vence o Fortaleza no Pacaembu por uma goleada de 8 a 2 e torna-se campeão Brasileiro.[7][8]

## Nascimentos
| Data           | Nome                  | Profissão                        | Nacionalidade                                                             | Observações | Ref    |
| -------------- | --------------------- | -------------------------------- | ------------------------------------------------------------------------- | ----------- | ------ |
| 1 de janeiro   | Michael Seibert       | patinador artístico              | Estados Unidos                                                            |             |        |
| 6 de janeiro   | Natalia Bestemianova  | patinadora artística             | Rússia (atual) · União Soviética                                          |             |        |
| 9 de janeiro   | Pascal Fabre          | piloto de automobilismo          | França                                                                    |             |        |
| 29 de janeiro  | Greg Louganis         | mergulhador acrobata             | Estados Unidos                                                            |             |        |
| 7 de março     | Ivan Lendl            | tenista                          | Estados Unidos (naturalizou) · República Tcheca (atual) · Tchecoslováquia |             |        |
| 7 de março     | Jozef Chovanec        | futebolista                      | Tchecoslováquia                                                           |             |        |
| 9 de março     | Thierry Vigneron      | atleta, saltador com vara        | França                                                                    |             |        |
| 21 de março    | Ayrton Senna          | piloto de automobilismo          | Brasil                                                                    | m. 1994     | [ 9 ]  |
| 24 de março    | Scott Pruett          | piloto de automobilismo          | Estados Unidos                                                            |             |        |
| 2 de abril     | Linford Christie      | atleta, velocista                | Reino Unido                                                               |             |        |
| 7 de abril     | Norbert Schramm       | patinador artístico              | Alemanha                                                                  |             |        |
| 13 de abril    | Rudi Völler           | futebolista                      | Alemanha Ocidental                                                        |             |        |
| 16 de abril    | Pierre Littbarski     | futebolista                      | Alemanha Ocidental                                                        |             |        |
| 16 de abril    | Rafael Benítez        | treinador de futebol             | Espanha                                                                   |             |        |
| 28 de abril    | Walter Zenga          | futebolista e treinador          | Itália                                                                    |             |        |
| 28 de abril    | Rui Águas             | futebolista                      | Portugal                                                                  |             |        |
| 8 de maio      | Franco Baresi         | futebolista                      | Itália                                                                    |             |        |
| 10 de maio     | Merlene Ottey         | atleta, velocista                | Jamaica (nascimento) · Eslovênia                                          |             |        |
| 11 de maio     | Jürgen Schult         | atleta, lançador do disco        | Alemanha Oriental                                                         |             |        |
| 18 de maio     | Yannick Noah          | tenista                          | França                                                                    |             |        |
| 21 de maio     | Vladimir Salnikov     | nadador                          | União Soviética                                                           |             |        |
| 24 de maio     | Packie Bonner         | futebolista                      | Irlanda                                                                   |             |        |
| 1 de junho     | Yelena Mukhina        | ginasta                          | Rússia (atual) · União Soviética                                          | m. 2006     | [ 10 ] |
| 3 de junho     | Anett Pötzsch         | patinadora artística             | Alemanha Oriental                                                         |             |        |
| 17 de junho    | Adrián Campos         | piloto de automobilismo          | Espanha                                                                   | m. 2021     | [ 11 ] |
| 4 de julho     | Roland Ratzenberger   | piloto de automobilismo          | Áustria                                                                   | m. 1994     | [ 12 ] |
| 17 de julho    | Jan Wouters           | futebolista                      | Países Baixos                                                             |             |        |
| 20 de julho    | Claudio Langes        | piloto de automobilismo          | Itália                                                                    |             |        |
| 22 de julho    | António Leitão        | atleta, fundista                 | Portugal                                                                  | m. 2012     | [ 13 ] |
| 23 de julho    | Manuel Zeferino       | ciclista                         | Portugal                                                                  |             |        |
| 2 de agosto    | Linda Fratianne       | patinadora artística             | Estados Unidos                                                            |             |        |
| 2 de agosto    | Isabel                | voleibolista técnica de voleibol | Brasil                                                                    | m. 2022     | [ 14 ] |
| 11 de agosto   | Tomislav Ivković      | futebolista                      | Croácia (atual) · Iugoslávia                                              |             |        |
| 12 de agosto   | Laurent Fignon        | ciclista                         | França                                                                    | m. 2010     | [ 15 ] |
| 8 de setembro  | Aguri Suzuki          | piloto de automobilismo          | Japão                                                                     |             |        |
| 17 de setembro | Damon Hill            | piloto de automobilismo          | Inglaterra                                                                |             |        |
| 19 de setembro | Mozer                 | futebolista                      | Brasil                                                                    |             |        |
| 22 de setembro | Davor Jozić           | futebolista                      | Bósnia e Herzegovina (atual) · Iugoslávia                                 |             |        |
| 25 de setembro | Igor Belanov          | futebolista                      | União Soviética                                                           |             |        |
| 5 de outubro   | Careca                | futebolista                      | Brasil                                                                    |             |        |
| 6 de outubro   | Sergei Ponomarenko    | patinador artístico              | Rússia (atual) · União Soviética                                          |             |        |
| 18 de outubro  | Jean-Claude Van Damme | ator e lutador de karatê         | Bélgica                                                                   |             |        |
| 23 de outubro  | Wayne Rainey          | motociclista                     | Estados Unidos                                                            |             |        |
| 30 de outubro  | Maradona              | futebolista                      | Argentina                                                                 | m. 2020     | [ 16 ] |
| 2 de novembro  | Paul Martini          | patinador artístico              | Canadá                                                                    |             |        |
| 3 de novembro  | Karch Kiraly          | voleibolista                     | Estados Unidos                                                            |             |        |
| 9 de novembro  | Andreas Brehme        | treinador e futebolista          | Alemanha                                                                  |             |        |
| 30 de novembro | Gary Lineker          | futebolista                      | Inglaterra                                                                |             |        |
| 17 de dezembro | Moreno Argentin       | ciclista                         | Itália                                                                    |             |        |
| 31 de dezembro | Steve Bruce           | futebolista e treinador          | Inglaterra                                                                |             |        |

## Mortes
| Data        | Nome            | Profissão               | Nacionalidade | Observações | Ref |
| ----------- | --------------- | ----------------------- | ------------- | ----------- | --- |
| 26 de abril | Gustaf Lindblom | atleta, saltador triplo | Suécia        | n. 1891     |     |